# Martinianus
Sextus Marcius Martinianus (? – 325) là Hoàng đế La Mã trị vì từ ngày 18 tháng 7 đến ngày 18 tháng 9 năm 324. Ông được Licinius bổ nhiệm làm đồng Hoàng đế của Đế quốc La Mã.

## Tiểu sử
Vào năm 324, khi cuộc nội chiến lần thứ hai giữa Licinius và Constantine I đã lên đến đỉnh điểm, tình hình có vẻ không mấy thuận lợi cho Licinius. Sau khi bị đánh bại tại Trận Adrianople, ông quyết định thay thế Constantine (chỉ mang tên) làm Augustus phía Tây. Trước tiên, vào ngày 18 tháng 7 cùng năm, Licinius đưa Martinianus làm đồng Hoàng đế như trước đây ông đã từng bổ nhiệm Valens trong cuộc chiến trước đây xảy ra giữa ông với Constantine. Nhằm ưu tiên cho việc đề bạt, đã diễn ra một thời gian sau Trận Adrianople xảy ra vào ngày 3 tháng 7 cùng năm, Martinianus được Licinius phong làm magister officiorum.
Sau thất bại tại Adrianople, Licinius phái Martinianus cùng đội quân man tộc Visigoth, tiến đến Lampsacus (thuộc vùng biển châu Á Hellespont hoặc Dardanelles) chặn đứng Constantine xâm nhập từ Thrace vào Mysia và Bithynia ở Tiểu Á. Hai bên tiến hành trận thủy chiến ở Hellespont, kết quả Licinius bị Crispus, trưởng nam của Constantine đánh bại. Sau trận thủy chiến, Licinius rút quân từ Byzantium, nơi đang bị quân đội của Constantine công hãm dữ dội đến Chalcedon thuộc vùng biển châu Á Bosphoros. Constantine hạ lệnh dẫn toàn quân băng qua Tiểu Á bằng cách sử dụng một đội tàu vận chuyển nhỏ trang bị nhẹ nhằm né tránh lực lượng của Martinianus. Licinius phải triệu Martinianus từ Lampsacus đến tăng viện cho đại quân của ông. Tuy nhiên vào ngày 18 tháng 9 năm 324, Constantine đánh bại hoàn toàn Licinius trong Trận Chrysopolis và bắt sống ông ta rồi sai người giải về kinh xét xử.
Nhờ sự can thiệp của Flavia Julia Constantia, em gái Constantine và là vợ của Licinius, cả Licinius và Martinianus đều bị tống giam mỗi người một nơi, Licinius ở Thessalonica và Martinianus ở Cappadocia. Sau cùng, Martinianus bị hành quyết ở Cappadocia vào mùa xuân năm 325.